# Baeckea decipiens
Baeckea decipiens är en myrtenväxtart som beskrevs av William Vincent Fitzgerald. Baeckea decipiens ingår i släktet Baeckea och familjen myrtenväxter. Inga underarter finns listade i Catalogue of Life.